# Vincent Landay
Vincent Landay é um produtor cinematográfico canadense. Como reconhecimento, foi nomeado ao Oscar 2014 na categoria de Melhor Filme por Her.